# Wahwahsda
Wahwahsda is een Belgische band uit Antwerpen. Hun muziek bestaat uit een mix van Engelstalige reggae en Antwerpse rap en freestyle.

## Loopbaan
De band ontstond in 2008 door een samenwerking tussen Wally en Sput. In 2009 volgde hun eerste album "Shiva Regal", opgenomen in de garage van Spiritually Wally. Met beperkte middelen werkte het duo een cd af waarbij drumcomputers en akoestische instrumenten elkaar ontmoeten, overgoten met Engelstalig gezang en Vlaamse rijms. Wegens de vele positieve reacties kon een liveband niet uitblijven. Hiermee verzorgden ze het voorprogramma van Ky-mani Marley en Konshens. Ze wonnen de Benelux Reggae Contest 2011 die doorging op 15 april 2011 in de Maastrichtse De Muziekgietery. Shows op Dour Festival, Future Reggae Ruigoord en Gentse Feesten volgden alsook voorprogramma's van o.a. Cocoa Tea, Frankie Paul, Groundation en Steel Pulse.
Op 30 september 2012 werd het studioalbum Radio Rum uitgebracht.
Op 6 mei 2017 kwamen ze 'eenmalig' opnieuw samen op Festiveuzzel 2017 in Berchem, om hun 10-jarig bestaan te vieren.
Na enkele jaren rust maakte de band in 2022 bekend dat ze opnieuw de draad zouden oppikken.
Hun nieuwe single "Lost & Found" is hun eerste nieuwe wapenfeit.

## Albums
| Album       | Verschijningsdatum | Label        |
| ----------- | ------------------ | ------------ |
| Shiva Regal | 1 januari 2009     | Kwanta Kosta |
| Radio Rum   | 30 september 2012  | Kwanta Kosta |

## Singles
| Single       | Verschijningsdatum | Label        |
| ------------ | ------------------ | ------------ |
| Lost & Found | 21 juni 2022       | Kwanta Kosta |